# Selena Quintanilla
Selena Quintanilla-Pérez (känd mononymt som enbart Selena), född 16 april 1971 i Lake Jackson, Texas, död 31 mars 1995 i Corpus Christi, Texas, var en amerikansk sångerska, låtskrivare och kompositör. Med fjorton topp-tio noteringar och sju listettor på singellistan Hot Latin Songs erhöll hon titlarna "Top Latin artist of the '90s" och "Best Selling Latin Artist of the Decade" av Billboard. Selenas låtar "Amor Prohibido" och "No Me Queda Más" blev de mest framgångsrika singlarna på den latinamerikanska musikmarknaden åren 1994 och 1995. Hon fick titeln "The Queen of Tejano Music" och beskrevs som en mexikansk motsvarighet till Madonna. Selena gav ut sitt första studioalbum, Selena y Los Dinos, vid tolv års ålder. 1987 vann hon en Tejano Music Award i kategorin "Female Vocalist of the Year" och fick därefter ett skivkontrakt med EMI. Framgångarna och populariteten ökade under 1990-talet, särskilt i spanskspråkiga länder. 1995 spelade hon in musik på engelska och förberedde ett genombrott i den engelskspråkiga världen.
Den 31 mars 1995 mördades Selena, då 23 år, av Yolanda Saldívar som tidigare hade varit huvudansvarig för hennes fan club. Knappt två veckor senare, 12 april 1995, utnämnde Texas guvernör George W. Bush hennes födelsedag till "Selena Day" i Texas. 1997 gestaltade Jennifer Lopez Selena i filmen Selena som skapades av Warner Bros. Hennes liv var också huvudinspirationen i musikalen Selena Forever med Veronica Vazquez som Selena. I juni 2006 firades hon med en bronsstaty (Mirador de la Flor) i Corpus Christi, Texas och ett Selena-museum öppnades i närheten. Sedan karriärstarten har hon sålt över 60 miljoner album och rankas som en av världens bäst säljande artister. Selena är också den enda kvinnliga artisten att samtidigt ha fem studioalbum på albumlistan Billboard 200.

## Biografi

### Tidiga år (1971–1986)

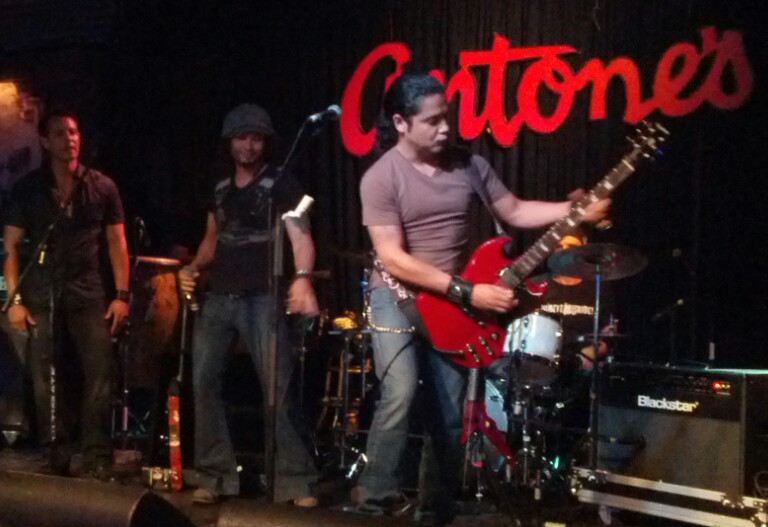
Selena gifte sig med Chris Pérez (på bilden) 1992.

Selena Quintanilla föddes 1971 i Lake Jackson, Texas. Hon var den yngsta av tre syskon och hade en amerikansk-mexikansk far, Abraham Quintanilla, Jr., och en halv-cherokesisk mor, Marcella Ofelia. Hon uppfostrades som ett Jehovas vittne. Selena började sjunga vid tre års ålder. När hon var nio satte hennes far samman gruppen Selena y Los Dinos. Barnen uppträdde först på den restaurang som familjen ägde vilken senare gick i konkurs. Familjen flyttade till Corpus Christi, Texas, där de uppträdde så fort möjligheten fanns, i gatuhörn, bröllop, quinceañeras och på tivolin. I takt med att Selenas popularitet ökade började resandet störa hennes skolgång. Hennes far tog henne ur skolan när hon gick i åttan. Vid 17 års ålder fick hon ett high school-diplom.
Gruppens hårda arbete ledde till att Selena fick ett skivkontrakt och kunde spela in sitt första studioalbum. Hennes far köpte alla exemplar av den första upplagan. Skivan återutgavs 1995 med titeln Mis Primeras Grabaciones. Under de nästkommande tre åren släppte Selena ytterligare sex album, utan något skivbolag.

### Popularitet och kommersiella framgångar (1987–1994)
Vid prisceremonin Tejano Music Awards 1987 vann Selena "Best Female Vocalist", en kategori hon skulle komma att dominera under resten av sitt liv. 1989 fick sångerskan ett skivkontrakt av José Behar, chef vid Sony Music Latin och hon skrev på för Capitol/EMI. Behar förklarade i en senare intervju att han gav Selena ett skivkontrakt då han trodde att han hittat nästa Gloria Estefan. 1988 träffade Selena Chris Pérez som hade ett eget band. Två år senare anställdes han av Selenas familj för att spela i hennes band. Selena och Pérez började sällskapa. Relationen uppskattades först inte av hennes far som sparkade Pérez. En tid senare accepterade han relationen och Selena och Pérez gifte sig den 2 april 1992 i Nueces County, Texas.

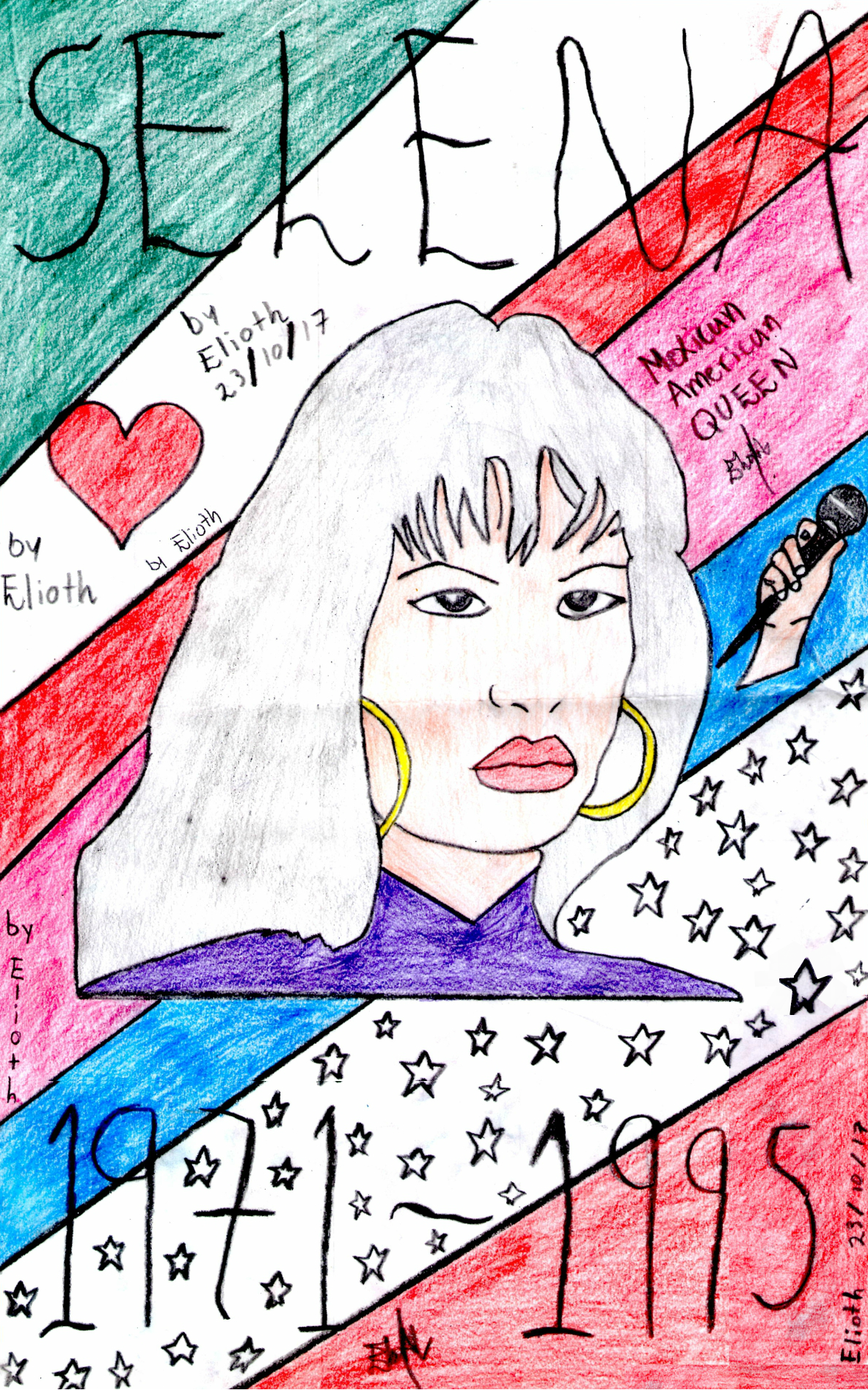
Teckning föreställande Selena.

År 1990 släpptes hennes debutalbum Ven Conmigo som till största del skrevs av hennes bror, låtskrivaren Abraham Quintanilla III. Ven Conmigo kom att bli det första Tejano-albumet av en kvinnlig artist att nå guldstatus. Under samma tidpunkt kontaktades Selenas pappa av sjuksköterskan och supportern Yolanda Saldívar som ville starta en fan club. Han godkände detta och Saldívar blev huvudansvarig; sedermera även manager för hennes butikskedja. 1992 ökade Selenas popularitet markant med låten "Como La Flor" från skivan Entre a Mi Mundo. Nästa album, Selena Live!, vann en Grammy Award med utmärkelsen "Best Mexican-American Album". Skivan Amor Prohibido släpptes 1994 och nominerades i kategorin "Mexican-American Album of the Year" vid Grammy-ceremonin. Selena och hennes band mottog ytterligare prisnomineringar samma år. Vid Billboards prisceremoni Premio Lo Nuestro vann de sex priser, däribland "Best Latin Artist" och "Song of the Year" för "Como La Flor". Samtidigt nådde duetten "Donde Quiera Que Estés" med Barrio Boyzz förstaplatsen på singellistan Hot Latin Songs. Detta ledde till att Selena påbörjade en turné i Latinamerika. Hon spelade även in duetten "Buenos Amigos" med Salvadoren Álvaro Torres. Under hösten 1994 blev Amor Prohibido en kommersiell succé i Mexiko och genererade fyra hits på Billboards latinamerikanska singellista. Hon ersatte Gloria Estefans Mi Tierra på förstaplatsen på topplistan. Albumet såldes i över 400.000 exemplar i USA och ytterligare 50.000 exemplar i Mexiko, där den certifierades guld.
År 1994 började Quintanilla, vid sidan av musiken, designa och tillverka en klädlinje. Quintanilla öppnade två butiker med namnet Selena Etc.; en i Corpus Christi och den andra i San Antonio. Båda lokalerna försågs med skönhetssalonger. Hispanic Business rapporterade att sångerskan tjänade över 5 miljoner dollar från butikerna. Selena hade en mindre roll i Telenovelan Dos Mujeres, Un Camino där hon spelade mot Erik Estrada. Följande år var hon i förhandlingar att medverka i en annan miniserie producerad av Emilio Larrosa. Under höjdpunkten av sin karriär besökte Selena skolor och talade med studenter om vikten av utbildning. Samma år spelade Selena in musik på engelska och förberedde ett genombrott i den engelskspråkiga världen.

## Mordet
Under början av 1995 upptäckte familjen Quintanilla att Yolanda Saldívar förskingrade pengar från fan club-kassan och beslutade att ge henne sparken. Tre veckor senare gick Selena med på att möta Saldívar vid ett Days Inn-motell i Corpus Christi för att hämta dokument som Saldívar tidigare vägrat ge ifrån sig. Saldívar drog ut på mötet och hävdade att hon våldtagits i Mexiko. Selena körde Saldívar till ett närbeläget sjukhus där läkare inte hittade några tecken på våldtäkt. De återvände till motellet och Selena krävde återigen att få tillbaka dokumenten. Saldívar tog upp en pistol ur sin handväska och riktade den mot Selena. Selena försökte fly men blev skjuten och träffades i högra axeln där ett blodkärl brast. Selena, som var allvarligt skadad, sprang mot hotellobbyn för att söka hjälp samtidigt som Saldívar följde efter henne. Selena kollapsade på golvet samtidigt som receptionisten ringde 911. Selena förblödde och avled på sjukhus 13:05 den 31 mars 1995. Hon begravdes vid Seaside Memorial Park, i Corpus Christi, Texas. Yolanda Saldívar dömdes till livstids fängelse med möjlighet till frigivning efter 30 år. Saldívars ärende kommer att tas upp i frigivningsnämnden 30 mars 2025.

### Respons
Mordet på Selena blev en stor nyhet. I USA avbröt större TV-kanaler sina reguljära sändningar för att meddela nyheten. Tom Brokaw beskrev Selena som "The Mexican Madonna". Mordet dokumenterades på första sidan av The New York Times två dagar i rad efter hennes död. Flera vakor och minneshögtider hölls och radiostationer i Texas spelade hennes musik nonstop. Begravningen ådrog sig över 60.000 sörjande, många från andra länder. Flera kändisar ringde till familjen Quintanilla för att uttrycka sina kondoleanser, däribland Gloria Estefan, Celia Cruz, Julio Iglesias och Madonna. People Magazine släppte ett nummer tillägnad Selena och hennes karriär; Selena 1971–1995, Her Life in Pictures. Utgåvan såldes i närmare 450.000 exemplar. Två veckor senare släpptes ett annat nummer,också tillägnat sångerskan vilket sålde 600.000 exemplar. Några dagar senare förlöjligade Howard Stern Selenas mord och begravning, skämtade om hennes fans och kritiserade hennes musik. Stern sa: "Den här musiken ger mig absolut inget. Alvin och gänget har mera soul... Spanjorer har den sämsta musiksmaken. De saknar djup." Sterns kommentarer orsakade ett uppror och gjorde latinamerikaner i USA rasande. En arrestorder med motiveringen brott mot den allmänna ordningen skickades ut mot radioprofilen. Detta ledde till att Stern uttalade sig på spanska under sändningstid. Han menade att uttalandet inte var menat att "orsaka mer lidande för hennes familj, vänner och människorna som älskade henne." Två veckor efter mordet (12 april 1995) utnämnde Texas guvernör George W. Bush hennes födelsedag till "Selena Day" i Texas. Selena gavs en stjärna på "Latin Music Hall of Fame" samma år.

## Arv och eftermäle
Under sommaren 1995 släpptes Selenas album Dreaming of You, en kombination av spanskspråkiga låtar och nya engelskspråkiga låtar. Skivan debuterade på förstaplatsen på Billboard 200 vilket gjorde henne till den första latinamerikanska artisten att nå denna bedrift och den näst-högsta debuten efter Michael Jacksons HIStory. Under utgivningsdagen såldes 175.000 exemplar, vilket var rekord för en kvinnlig artist. Dreaming of You sålde över 330.000 exemplar första veckan efter utgivning. Inom första året hade två miljoner exemplar sålts av skivan. Albumet rankades på plats 75 på BMG Music Clubs lista över de bäst säljande albumen i USA. Låtar som "I Could Fall in Love" och "Dreaming of You" spelades på mainstream-radio. Den sistnämnda klättrade till plats 21 på Billboard Hot 100. Enligt Billboards regler kunde inte "I Could Fall in Love" ta sig in på Hot 100-listan utan nådde istället åttondeplatsen på Hot 100 Airplay och tiondeplatsen på Adult Contemporary-listan. "Dreaming of You" certifierades 35× platina av Recording Industry Association of America. I oktober dömdes Yolanda Saldivar till 30 års fängelse som straff för brottet. Hon avtjänar livstid på ett fängelse i Texas och kommer inte att få möjlighet till villkorlig frigivning förrän 2025. Mordvapnet förstördes 2002 och delarna kastades i Corpus Christi-viken.
1997 gestaltade Jennifer Lopez Selena i filmen om hennes liv. Lopez hyllades för sin tolkning och filmen blev hennes genombrott. Selena var senare huvudorsaken till att Lopez påbörjade en musikkarriär och spelade in debutalbumet On the 6 (1999). Selena och två andra latinamerikanska artister hade den högsta försäljningen av skivor bland latinamerikaner 2001. Den 16 mars 2011 släppte USA:s postverk frimärken under namnet "Latin Legends" som hedrade artister som Selena, Carlos Gardel, Tito Puente, Celia Cruz och Carmen Miranda. Selena har sålt över 60 miljoner skivor och rankas som en av världens bäst säljande artister. Hon är den enda kvinnliga artisten att ha fem studioalbum på albumlistan Billboard 200 samtidigt.

## Diskografi
- Selena (1989)
- Ven Conmigo (1990)
- Entre a Mi Mundo (1992)
- Selena Live! (1993)
- Amor Prohibido (1994)
- Dreaming of You (1995)
- Moonchild Mixes (2022, postumt album)